# Hermonassa legraini
Hermonassa legraini là một loài bướm đêm trong họ Noctuidae.